# The Baby of the Boarding House (film 1911)
The Baby of the Boarding House è un cortometraggio muto del 1911 prodotto dalla Edison Company. Il regista è ignoto.